# فايز علي الغول
فايز علي الغول (1915-1973) أديب فلسطيني، وهو من رواد التربية والأدب الشعبي في فلسطين، ولد في قرية سلوان في مدينة القدس. أنهى دراسته الثانوية في "كلية روضة المعارف الوطنية" بالقدس 1931. سافر إلى القاهرة ودرس في الأزهر الشريف؛ حيث نال شهادة الأهلية العلمية للغرباء والأولية النظامية للمصريين، ثم تحول إلى دار العلوم العليا وتخرج منها بعد أربع سنوات.

## حياته العلمية والعملية
في عام 1940 عاد فايز إلى القدس، حيث عمل معلماً بالمدارس الخاصة مثل المدرسة الأميرية بحيفا، والكلية الرشيدية بالقدس عام 1942 حتى 1948.
وبعد النكبة عام 1948 سافر إلى العراق ودرس في ثانوية بعقوبة لمدة خمس سنوات، وفي عام 1953 عمل في دار المعلمين مدرساً ومديراً لها. ثم عين مديراً للتربية والتعليم في محافظة نابلس. وشغل منصب مدير التعليم في وزارة التربية في المملكة الأردنية الهاشمية بعد انتقاله من مدينة نابلس إلى عمّان، ثم عين مستشاراً ثقافياً في سفارتها ببغداد وأنقرة، وأحيل للتقاعد في شهر نيسان 1971.

## إسهماته
أسهم في حياة الثقافة الفلسطينية الحديثة في مسيرة التأليف الأدبي للأطفال، وخاصة في مجال الكتب المدرسية، حيث كان له دور بارز في تحديث وتطوير مضامين مناهج اللغة العربية بأسلوب رصين يدل على معرفة أسرار اللغة إضافة إلى جهده في توثيق الحكايات الشعبية الفلسطينية فهو من الرواد الأوائل الذين أدركوا أهمية حفظ التراث والحكايات والقصص الشعبية الفلسطينية.

## أعماله
لدى الغول عدة اعمال أدبية منها:
- العروض السهل، بالتعاون مع إسحق موسى الحسيني وطبع في عام 1945، وعام 1947 على جزئين.
- الوافي في تاريخ الأدب، (ثلاثة أجزاء)، بالإشتراك مع الأستاذين: علي حسن عودة، وعبد الرحمن الكيالي – طبع عام 1951، طبعة ثانية: 1952.
- فن التلخيص 1956.
- الدنيا حكايات، قصص شعبية (ظهر منها ثلاثة كتب، وهي قصص شعبية على نسق ألف ليلة وليلة، كتبت بأسلوب عربي متين) – طبع عام 1956.
- الثقافة المكتبية بالتعاون مع الدكتور كايد عبد الحق عام 1964.
- من سواليف السلف – طبع عام 1966.
- أساطير من بلادي، – طبع عام 1966.
- الجديد المعدل (وهو تعديل للكتب الأربعة التي وضعها المربي المرحوم خليل السكاكيني)، بالتعاون مع الأساتذة: أمين فارس ملحس، وتيسير البسطامي، وياسين بصيلة، وفهيم جبور- طبع عام 1969.